# 假木贼碱
假木贼碱（英語：Anabasine），又称毒藜碱，新烟碱等，是一种含有吡啶和哌啶结构的茄科生物碱，可见于光烟草等烟草植物中。其为尼古丁的同分异构体。干烟丝中一般含有2-4 %的生物碱，其中90 %为尼古丁，假木贼碱连同降烟碱等则占据余下的10%。自然环境下，这类生物碱是茄科植物为了抵御虫害而产生，因此假木贼碱在过去曾被作为杀虫剂来使用。
香烟中存在痕量的假木贼碱，因此假木贼碱可用于检测一个人是否接触过香烟。
| 领域     | 名称                     |
| -------- | ------------------------ |
| 化学名   | 3-(2-哌啶基)吡啶         |
| 生物化学 | 毒藜碱、假木贼碱、新烟碱 |
| 农学     | 灭虫碱                   |
| 音译名   | 安纳巴松、阿那巴辛       |

## 药理学
假木贼碱和其他烟草生物碱一样是一种烟碱型乙酰胆碱受体激动剂。高剂量的假木贼碱会对神经细胞造成去极化阻滞，产生类似尼古丁中毒的症状，最终心臟驟停而死。在更大计量下对家猪展现出致畸作用。
假木贼碱的小鼠静脉注射LD50为11-16 mg/kg,具体数值则取决于其对映体构型。
B. Bhatti等人以假木贼碱为基础合成了一些效果更强、环张力更大的双环衍生物，包括
2-(3-哌啶基)吡啶基-1-氮杂双环[3.2.2]壬烷（TC-1698）、2-(3-哌啶基)吡啶基-1-氮杂双环[3.2.2]辛烷和2-(3-哌啶基)吡啶基-1-氮杂双环[3.2.1]辛烷。